# Штраубе, Крис
Крис Штраубе (англ. Chris Straube, 27 мая 1974, Торонто, Онтарио, Канада) — бывший немецкий хоккеист канадского происхождения.

## Карьера хоккеиста
В 19 лет дебютировал в Бундеслиге в клубе ЭС Хедос, в составе которого стал чемпионом Германии 1994 года. В сезоне 1995/96 перешел в «Адлер Мангейм».
В сезоне 1996/97 нападающий подписал контракт с Нюрнберг Айс Тайгерс, в составе которого провел три сезона и вернулся к Мангейму, где в 2001 году второй раз становится чемпионом Германии. В дальнейшем Крис выступал за такие клубы: «Аугсбург Пантерс», «Изерлон Рустерс», «Битигайм», «Вайсвассер», «Пенсакола Айс Пэтриотс» (ECHL) «Гайльброннер», «Дрезден Айсловен», «Москитос Эссен» и «Бремерхафен».
В составе национальной сборной Германии выступал на чемпионатах мира: в 1998 и 2000 годов.

## Карьера тренера
После окончания карьеры игрока работает помощником главного тренера датского клуба «Сендерйюске Войенс».